# Cratere Gah
Gah  è un cratere sulla superficie di Marte.